# Castle Wolfenstein
Pour un article plus général, voir Wolfenstein (série de jeux vidéo).
Castle Wolfenstein est un jeu vidéo d'infiltration en vue de dessus sorti en 1981 sur Apple II, puis porté sur plusieurs Atari 8-bit, sous DOS et sur Commodore 64. Il est surtout connu pour être le premier jeu de toute la série Wolfenstein et à l'origine de Wolfenstein 3D. Au 30 juin 1982, le jeu dépasse les 20 000 copies vendues.

## Description
Le joueur doit s'échapper d'une forteresse nazie en tuant les ennemis. En pulvérisant à coups de pied les cageots qu'il trouve sur sa route, il pourra se requinquer de rasades de Liebfrauenmilch (de).

## Système de jeu
Castle Wolfenstein est un jeu d'arcade où les pièces du château sont vues en coupe. Les premières versions se jouaient avec le clavier, jusqu'à l'apparition des premiers joysticks,,. Avec 60 pièces du château générées procéduralement à chaque partie, on l'a parfois classé comme jeu de labyrinthe. Il y a huit niveaux de difficulté.